# RAM
 For alternative betydninger, se RAM (flertydig). (Se også artikler, som begynder med RAM)
RAM (akronym for Random Access Memory) er arbejdshukommelse i computere.
RAM er det sted i en computer, hvor styresystemkomponenter, computerprogrammer og anden data, der bliver brugt meget, bliver opbevaret så der er hurtig adgang til dem. Fordelen ved RAM er, at det er meget hurtigere at læse fra og skrive til end en harddisk, cd-rom eller diskettedrev.
RAM er flygtigt. Det betyder, at til forskel fra fx en harddisk mister RAM'en al data, der har været lagret i den, når computeren afbrydes.
Faktisk kan man sammenligne RAM med modellen af menneskets korttidshukommelse. Den kan også kun klare en vis mængde information på en gang, derefter er den nødt til at rydde op og måske lægge noget ned i langtidshukommelsen, som fx kan være en harddisk, diskdrev og USB-nøgle.
Når computerens styresystem bedes om at allokere hukommelse, når der ikke er mere ledig RAM, vil det muligvis ty til swapping.

## Statisk og dynamisk RAM
Der findes forskellige måder at lave denne type hukommelse på, og i grove træk skelner man mellem dynamisk og statisk RAM:
- I dynamisk RAM eller DRAM, "huskes" hver bit af en kondensator, som lades op eller "tømmes" for elektrisk ladning alt efter om pågældende bit skal være "0" eller "1". Fordelen ved denne type RAM er, at der kræves færre komponenter (blot én enkelt kondensator) pr. bit "lagerplads" end i statisk RAM, men da kondensatorerne har en ganske lille kapacitet og i praksis ikke kan gøres helt tabsfri, vil de opladede kondensatorer "glemme" deres indhold i løbet af ganske få millisekunder. Derfor kræver dynamisk RAM et såkaldt refreshing-kredsløb, som med ganske korte intervaller læser hver eneste bit, og sørger for at "genfylde" de ladede kondensatorer.
- Statisk RAM eller SRAM, består af en flip-flop for hver bit, der skal kunne "opbevares". Det kræver flere komponenter for den samme mængde "data-lagerplads" end dynamisk RAM og vil derfor være dyrere. Det nødvendige mikrochip areal er typisk en faktor 4 større for samme teknologi-stade. Til gengæld kræves der ikke noget kredsløb til refreshing.